# Hiero 6
Lo Hiero 6 era un motore aeronautico a sei cilindri in linea raffreddato a liquido prodotto dall'azienda austro-ungarica Hiero durante la prima guerra mondiale.
Progettato da Otto Hieronimus come sviluppo del precedente motore a 4 cilindri in linea, trovò impiego su diversi velivoli militari che operarono durante la prima guerra mondiale.

## Versioni
Hiero E (Hiero 6E)
Hiero L (Hiero 6L)
Hiero N (Hiero 6N)

## Velivoli utilizzatori
Austria-Ungheria
- Albatros (Oef) D.II Typ 53 (versione da 200 PS)
- Albatros (Oef) D.III Typ 53.2 (versione da 230 PS)
- Albatros (Oef) D.III Typ 153 (versione da 230 PS)
- Albatros (Oef) D.III Typ 253 (versione da 230 PS)
- Lloyd C.II
- Phönix C.I
- Phönix D.I
- Phönix D.II
- Phönix D.III
- Ufag C.I

## Motori comparabili
Germania
- BMW IIIa
- Mercedes D.IVa